# Festival Séries Mania
Séries Mania (también conocido como Séries Mania Lille / Hauts-de-France o Festival Internacional de series de Lille / Hauts-de-France) es un festival internacional dedicado a las series de televisión que es celebrado habitualmente cada año durante el mes de marzo. Creado en Paris en 2010 durante el Forum des images, desde 2018 tiene lugar en Lille.
En paralelo al festival se organiza un foro profesional (Series Mania Forum) y una cumbre internacional (Lille Dialogues).
Séries Mania está gestionado por la "Association du festival international des séries de Lille / Hauts-de-France dirigida por Laurence Herszberg.
En los últimos años varias series españolas como Hierro, Patria o Gente hablando han sido seleccionadas por el festival para realizar su estreno mundial.

## Premios
- Competición internacional (premios otorgados por el Jurado internacional) :
  - Grand Prix
  - Premio especial del jurado
  - Mejor actor
  - Mejor actriz

- Premio del público

- Competición francesa (otorgado por el Jurado de la Prensa Internacional) :
  - Mejor serie
  - Mejor actor
  - Mejor actriz

- Competición formatos cortos (otorgado por el Jurado Profesional) :
  - Mejor serie

- Panorama internacional (otorgado por el Jury des étudiants) :
  - Mejor serie

- Noche de las comedias (otorgado por el Jury des lycéens) :
  - Mejor comedia